# Броненосці типу «Одейшес»
Броненосці типу «Одейшес» — два казематні броненосці ВМС Великої Британії другої половини 19-го століття.

## Конструкція
Броненосці типу «Одейшес» розробив Едвард Рід для колоніальної служби. Вони загалом повторювали конструкцію броненосців «Дефенс», але мали більше озброєння і потужніше бронювання, внаслідок чого зросла водотоннажність.
Всі десять 230-мм гармат розміщувались у двоповерховому казематі: шість на нижній палубі, чотири на верхній, на поворотній платформі. 152-мм гармати стояли відкритими.
Оскільки кораблі призначались для служби у віддалених районах, а ефективність парових машин того часу була обмежена, кораблі оснащені вітрилами. Проте під час руху під вітрилами кораблі не могли розвинути швидкість більш як 4 вузли. Спочатку кораблі мали пряме вітрильне оснащення, яке потім замінили на схему барка.

## Представники
| Корабель                   | Будівник               | Закладений          | Спущений на воду    | Вступив у стрій      | Доля корабля                                                         |
| -------------------------- | ---------------------- | ------------------- | ------------------- | -------------------- | -------------------------------------------------------------------- |
| «Одейшес» HMS Audacious    | Robert Napier and Sons | 26 червня 1867 року | 27 лютого 1869 року | 10 вересня 1870 року | Розібраний у 1927 році                                               |
| «Інвінсібл» HMS Invincible | Robert Napier and Sons | 28 червня 1867 року | 29 травня 1869 року | 1 жовтня 1870 року   | Затонув під час шторму 17 вересня 1914 року                          |
| «Айрон Дюк» HMS Iron Duke  | Pembroke Dockyard      | 23 серпня 1868 року | 1 березня 1870 року | 21 січня 1871 року   | Розібраний у 1906 році                                               |
| «Венгард» HMS Vanguard     | Laird, Son & Co        | 21 жовтня 1867 року | 3 січня 1870 року   | 28 вересня 1870 року | Затонув 1 вересня 1875 внаслідок зіткнення з броненосцем «Айрон Дюк» |